# Eeklo
Eeklo (franceză Eecloo) este un oraș neerlandofon situat în provincia Flandra de Est, regiunea Flandra din Belgia. La 1 ianuarie 2008 avea o populație totală de 19.825 locuitori.

## Geografie
Suprafața totală a comunei este de 30,05 km². Comuna Eeklo este formată din mai multe localități. Acestea sunt:
| - I. Eeklo - II. Balgerhoeke |

Localitățile limitrofe sunt:
- Comuna Kaprijke:
  - a. Kaprijke
  - b. Lembeke
- Comuna Waarschoot:
  - c. Waarschoot
- Comuna Zomergem:
  - d. Oostwinkel
- Comuna Maldegem:
  - e. Adegem
- Comuna Sint-Laureins:
  - f. Sint-Laureins

## Localități înfrățite
- Franța: Bagnols-sur-Cèze;
- Regatul Unit: Newbury;
- Germania: Braunfels;
- Italia: Feltre.